# Richard Christensen
Axel Richard Christensen (Copenaghen, 1º aprile 1887 – Frederiksberg, 18 settembre 1944) è stato un attore danese.
Ha debuttato nel 1906 al Folketeatret di Copenaghen, al quale è rimasto legato per il resto della sua carriera teatrale eccettuata una stagione al Dagmarteatret. Nella cinematografia ha debuttato nel 1911 come attore di film muti per la casa di produzione Nordisk Film, lasciata la quale ha lavorato per la Skandinavisk-Russisk Handelshus e per la Kinografen. Verso la fine degli anni '30 ha iniziato a prendere parte ad alcuni film sonori.
Christensen è stato sposato una prima volta con Elna Schytte (1874-1932), poi, dopo la morte di lei, dal 1934, con l'attrice Margit Synnestvedt (1915-2003). 

## Filmografia
- Ved fængslets port, regia di August Blom, (1911)
- Den utro Hustru, regista sconosciuto (1911)
- Vildledt Elskov, regia di August Blom (1911)
- Jernbanens Datter, regia di August Blom (1912)
- Det berygtede Hus, regia di Urban Gad (1912)
- Den Undvegne, regia di August Blom (1912)
- Trofast Kærlighed, regia di Einar Zangenberg (1912)
- Pigen fra det mørke København, regia di Louis von Kohl (1912)
- Ildfluen, regia di  Einar Zangenberg (1913)
- Moderkærlighed, regia di Einar Zangenberg (1913)
- Statens Kurér, regia di Einar Zangenberg (1915)
- Mørkets Fyrste, regista sconosciuto (1916)
- Amors Spilopper, regista sconosciuto (1916)
- Præsidenten, regia di Carl Theodor Dreyer (1919)
- Under byens tage, regia di Johan Jacobsen (1938)
- Familien Olsen, regia di Alice O'Fredericks e Lau Lauritzen Jr. (1940)
- Sommerglæder, regia di Svend Methling (1940)
- Thummelumsen, regia di Emanuel Gregers (1941)
- Tante Cramers testamente, regia di Arne Weel (1941)
- Tak fordi du kom, Nick - !, regia di Svend Methling (1941)
- Wienerbarnet, regia di Arne Weel (1941)
- Forellen, regia di Emanuel Gregers (1942)
- Natekspressen (P. 903), regia di Svend Methling (1942)
- Vi kunde ha' det saa rart, regia di, Christen Jul e Mogens Skot-Hansen (1942)
- Det brændende Spørgsmaal, regia di  Alice O'Fredericks (1943)
- Erik Ejegods Pilgrimsfærd, regia di Svend Methling (1943)
- Det kære København, regia di Svend Methling (1943)